# Organisationen im Sportschießen
Es gibt Organisationen im Sportschießen auf nationaler und internationaler Ebene. Diese Institutionen sind als sportliche Verbände organisiert. Zweck der Verbände ist es Meisterschaften durchzuführen und den Schießsport zu fördern.

## Internationale Organisationen

### International Shooting Sport Federation
Die International Shooting Sport Federation (kurz ISSF) ist der internationale Spitzenverband für Sportschützen. Er richtet die offiziellen Weltmeisterschaften und World Cups aus, auf denen Quotenplätze für die Olympischen Spiele gewonnen werden können. Die ISSF vertritt dabei nur Schützen aus den Bereichen Gewehr, Flinte und Pistole.

### World Archery Federation
Die World Archery Federation (WA), ehemals FITA, ist der internationale Spitzenverband für Bogenschützen. Er richtet ebenfalls Weltmeisterschaften und World Cups aus. Im Gegensatz zur ISSF vertritt die WA alle Bogenschützen in den olympischen Disziplinen.

## Nationale Organisationen (Deutschland)
In Deutschland gibt es mehrere Dachverbände. Jeder Verband richtet die Wettkämpfe nach seiner eigenen Sportordnung aus. Es gibt zwischen den einzelnen Dachverbänden nur wenige Überschneidungen hinsichtlich der geschossenen Disziplinen. Jedem Dachverband können mehrere Landesverbände untergeordnet sein. Diese sind jeweils für einzelne Bundesländer oder Gebiete zuständig. Die Landesverbände führen ihre Meisterschaften nach den Regeln des Dachverbandes durch.
Ein Verband gilt in Deutschland als anerkannt, wenn dies vom Bundesverwaltungsamt festgestellt wird. Das Bundesverwaltungsamt muss die Sportordnung genehmigen und überprüfen, ob der Verband mindestens 10.000 Mitglieder hat. Die Sportordnung regelt genau die angebotenen Disziplinen mit den jeweiligen Wettkampfabläufen, den zugelassenen Waffen, Sicherheitsvorschriften und Bekleidungsordnungen.
Anerkannt sind zurzeit folgende Verbände:
- Bund der Militär- und Polizeischützen e.V.
- Deutscher Schützenbund e.V.
- Deutsche Schießsport Union e.V.
- Verband der Reservisten der Deutschen Bundeswehr e.V.
- Kyffhäuserbund e.V.
- Bund Deutscher Sportschützen e.V.
- Bund der Historischen Deutschen Schützenbruderschaften e.V.
- Bayerische Kameraden- und Soldatenvereinigung e.V.
- Bayerischer Soldatenbund 1874 e.V.

### Deutscher Schützenbund
Der Deutsche Schützenbund (kurz DSB) ist mit etwa 1,4 Millionen Mitgliedern der größte Schützenverband in Deutschland. Er beschränkt sich auf die klassischen Disziplinen des Sportschießens. Der Schwerpunkt liegt bei den olympischen Disziplinen. Er ist Mitglied im Deutschen Olympischen Sportbund (DOSB) und Vertreter deutscher Schützen im Nationalen Olympischen Komitee. Viele Disziplinen werden international bis zu Weltmeisterschaften und Olympischen Spielen geschossen. Für diese Internationalen Wettkämpfe entsendet der Schützenbund Schützen aus dem Nationalkader.
Angebotene Disziplinen (Reihenfolge gemäß Sportordnung):
- Gewehr: Luftgewehr, Zimmerstutzen, Standardgewehr, Freigewehr, Großkaliber-Freigewehr, u. a.
- Pistole: Luftpistole, Luftpistole aufgelegt, mehrschüssige Luftpistole, Freie Pistole, Olympische Schnellfeuerpistole, KK Sportpistole, Großkaliberpistole 9mm, .357 Magnum, .44 Magnum und .45 ACP,  Standardpistole, Zentralfeuerpistole,
- Wurfscheibe: Trap, Skeet, Doppeltrap
- Laufende Scheibe
- Armbrust
- Bogen
- Vorderlader
- Sommerbiathlon

Der Deutsche Schützenbund ist untergliedert in 20 Landesverbände. Die Landesverbände sind regional tätig, wobei es keine Überschneidungen der Gebiete gibt. Organisatorisch unterteilen sich die Landesverbände wiederum in Bezirke, Kreise und/oder Gaue. Schützenvereine sind beim Landesverband Mitglied und somit auch im Deutschen Schützenbund. An Meisterschaften nach der Sportordnung des Deutschen Schützenbundes dürfen nur Schützen aus Vereinen teilnehmen, die einem der Landesverbände angehören und die zuvor die Disziplin, in der sie antreten, in einer Vereinsmeisterschaft geschossen haben.

### Bund Deutscher Sportschützen
Der Bund Deutscher Sportschützen 1975 e. V. (BDS) ist mit über 90.000 Mitgliedern nach dem Deutschen Schützenbund der zweitgrößte Dachverband in Deutschland. Der Schwerpunkt liegt auf dem Großkaliberschießen. Die Disziplinen sind tendenziell dynamisch ausgerichtet. Einige Disziplinen werden international bis zu Weltmeisterschaften geschossen.
Angebotene Disziplinen:
- Statisches Kurzwaffenschießen
- Mehrdistanzschießen für Kurz- und Langwaffen
- Fallscheibenschießen (Kurz / Lang), auf Stahlplatten
- Speedschießen (Kurz / Lang)
- div. Langwaffendisziplinen von 50 bis 300 m
- IPSC (Parcourschießen Kurz / Lang)
- Field Target
- Wurfscheibenschießen
- Vorderladerschießen (Kurz / Lang)
- Westernschießen

### Bund der Militär- und Polizeischützen
Der Schwerpunkt des BDMP liegt auf dem dynamischen und statischen Großkaliberschießen. Hauptsächlich kommen dabei Militär- und Polizeiwaffen zum Einsatz. Es sind nur Waffen erlaubt, die nach dem Waffengesetz erworben werden können. Waffen die unter das Kriegswaffenkontrollgesetz fallen sind wie in allen anderen Verbänden verboten. Einige Disziplinen werden international bis zu Weltmeisterschaften geschossen. Die 27.000 Mitglieder sind überwiegend als so genannte Schießleistungsgruppen (SLG) organisiert. Diese SLG's mieten sich bei Vereinen mit eigenen Ständen ein um schießen zu können.
Angebotene Disziplinen:
- Statisches Kurzwaffenschießen
- div. Mehrdistanzdisziplinen für Kurzwaffen
- div. Langwaffendisziplinen von 25 bis 300 m
- Benchrestschießen
- Longrange bis 900 Yards
- Dynamisches Flintenschießen
- PPC 1500
- Bianchi-Cup

### Deutsche Schießsport Union
Die Deutsche Schießsport Union ist mit etwa 15.000 Mitgliedern deutschlandweit einer der kleineren Dachverbände. Der Schwerpunkt liegt wie bei dem BDS und dem BDMP auf dem Großkaliberschießen. Im Winterhalbjahr wird ein Ligawettbewerb (Fernwettkampf) in allen Disziplinen ausgetragen. 
Im Rahmen der aktuellen Entwicklung hat die DSU die Nachwuchsförderung als ein wichtiges Ziel festgelegt. Hierzu wurde am 3. Juli 2005 der Bundesstützpunkt Jugendsport in Wershofen angesiedelt. Die Aufgabe besteht einerseits in der Nachwuchsförderung durch entsprechende Angebote für Jugendliche, zum anderen in der Ausbildung der DSU-Jugendwarte, die gemäß gesetzlichen Bestimmungen die Aufsicht bei Kindern und Jugendlichen im Schießsport führen.
Angebotene Disziplinen:
- Statisches Kurzwaffenschießen (Pistole, Revolver, jeweils verschiedene Kaliberklassen)
- div. Mehrdistanzdisziplinen für Kurzwaffen
- div. Langwaffendisziplinen von 50 bis 100 m (Einzellader, Repetierer, Selbstlader)
- Dynamisches Flintenschießen (Repetier- und Selbstladeflinten)
- Druckluftwaffendisziplinen
- Jugendgerechte Disziplinen
- div. Disziplinen für Schwarzpulver (Vorder- und Hinterlader, Lang- und Kurzwaffen).

### Weitere Verbände in Deutschland
- Verband der Reservisten der Deutschen Bundeswehr
- Bund der Historischen Deutschen Schützenbruderschaften
- Verband für Waffentechnik und -geschichte
- Verband der Waffenfreunde
- Deutscher Jagdverband
- Deutscher Verband für das Jagdparcourschiessen

## Nationale Organisationen (Österreich)

### Österreichischer Schützenbund
1879 gegründet ist der Österreichische Schützenbund der älteste Sportfachverband Österreichs. Ihm gehören über 770 Vereine mit insgesamt etwa 27.500 Mitgliedern in den neun Landesverbänden an. 
Das Präsidium ist das oberste Leitungsorgan des ÖSB. Den Vorsitz führt als „Bundesoberschützenmeister“ Dr. Herwig van Staa. 
Er führt neben seiner Tätigkeit im Präsidium auch den Vorsitz im Bundesschützenrat, dem u. a. die Landesoberschützenmeister angehören. Die operativen Tätigkeiten laufen im Generalsekretariat unter Führung von Generalsekretär Mag. Florian Neururer aus.
Im Österreichischen Schützenbund sind 11 Sparten vertreten: Luftgewehr,  Kleinkalibergewehr, Großkalibergewehr, Luftpistole, Feuerpistole, Laufende Scheibe,  Vorderlader, Armbrust,  Silhouette, Field Target und Sportliches Großkaliber Pistole. Jede Sparte steht unter der Leitung eines Bundessportleiters. Innerhalb der Sparten wird wiederum in unterschiedliche Bewerbe unterschieden. 
Der ÖSB ist Mitglied der Österreichischen Bundes-Sportorganisation. International ist der ÖSB der ISSF, der Muzzle Loaders Associations International Committee (MLAIC) und der Internationalen Armbrustschützen-Union (IAU) angeschlossen.

## Weitere Nationale Organisationen
- National Rifle Association